# 森川照太
森川 照太（もりかわ しょうた、1991年7月10日 - ）は、日本の実業家。株式会社カケコムの代表取締役社長を務める。
曽祖父は元衆議院議員の森川仙太。

## 来歴
1991年、アメリカ合衆国ハワイ市出身。1994年に兵庫県芦屋市へ家族と共に引っ越す。
2013年6月、在学中に東京のEast Venturesでベンチャーキャピタルの業務に従事。
2014年10月、サンフランシスコのScrum Venturesでベンチャーキャピタルの業務に従事。
2016年5月、株式会社ST Bookingを創業。
2019年9月、株式会社ST Bookingを株式会社カケコムに商号変更。
2021年、スタートアップ起業家のピッチ大会であるEO Tokyo Central INNOVATION PRGORAM 2021” Final DemoDay”にてEOIP大賞を受賞。